# Condado de Kane (Utah)

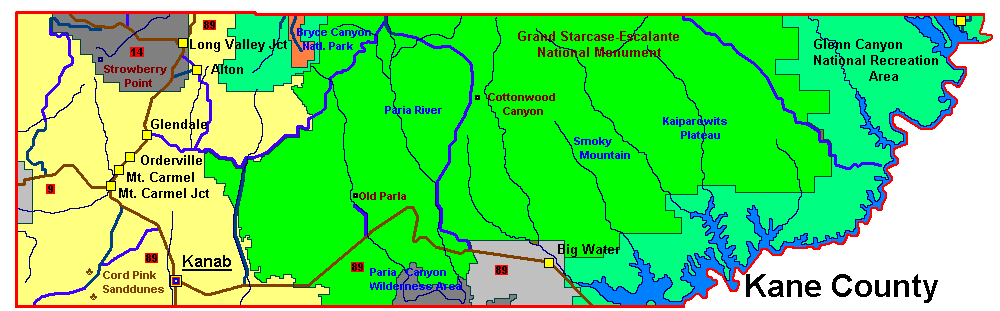
Detalle del condado de Kane.

Kane es un condado del estado de Utah, Estados Unidos. Según el censo de 2000 tenía 6.046 habitantes, se estima que en 2005 tenía 6.202 habitantes. Recibe el nombre por el coronel Thomas L. Kane, amigo de los colonos mormones. La sede y mayor ciudad es Kanab.